# Ulrich Denklinger
Ulrich Denklinger OSB (* um 1300 in Füssen; † 18. Januar 1347 ebenda) war Abt des Klosters St. Mang in Füssen.
Der Sohn des Füssener Bürgers Heinrich Denklinger wurde 1336 Abt des Klosters St. Mang. Johann, Herzog von Kärnten, Graf von Tirol und Görz, ernannte Denklinger zu seinem Hofkaplan und stellte St. Mang unter seinen Schutz.
1342 erwarb Denklinger den Kirchensatz zu Oberostendorf und die Vogtei über die dortige Kirche.